# اورشلیم تلمود
تلمود اورشلیم (رده:تلمودعبری: תַּלְמוּד יְרוּשַׁלְמִי‎، ت. «Talmud Yerushalmi»، اغلب به اختصار Yerushalmi) یا تلمود فلسطینی، همچنین به عنوان تلمود سرزمین اسرائیل شناخته می‌شود، مجموعه ای از یادداشت‌های خاخام در مورد سنت شفاهی یهودیان قرن دوم است که به عنوان میشنا. نامگذاری این نسخه از تلمود به نام فلسطین یا سرزمین اسرائیل — به جای اورشلیم — دقیق‌تر تلقی می‌شود، زیرا متن عمدتاً از گالیله در Palaestina Secunda بیزانسی سرچشمه گرفته است تا از اورشلیم، جایی که در آن زمان هیچ یهودی در آن زندگی نمی‌کرد.
تلمود اورشلیم حدود یک قرن پیش از همتای خود، تلمود بابلی (در زبان عبری به نام Talmud Bavli شناخته می‌شود)، که عمدتاً به زبان آرامی فلسطینی یهودی نوشته شده است. بین اواخر قرن چهارم تا نیمه اول قرن پنجم گردآوری شده است. هر دو نسخه تلمود دارای دو بخش هستند، میشنا (که تنها یک نسخه از آن وجود دارد) که توسط یهودا ناسی در حدود سال ۲۰۰ پس از میلاد نهایی شد، یا جمارای بابلی یا اورشلیم. جمارا چیزی است که تلمود اورشلیم را از همتای بابلی آن متمایز می‌کند. جمارای اورشلیم شامل بحث‌های مکتوب نسل‌های خاخام آکادمی‌های تلمودی در سوریه پالستین در طبریه و قیصریه است.

## نام
این نسخه از تلمود اغلب و تلمود اورشلیم یا تلمود فلسطین نامیده می‌شود. نام اخیر از پس از منطقه فلسطین - یا سرزمین اسرائیل - دقیق‌تر در نظر گرفته می‌شود، زیرا این متن عمدتاً از گالیله در Palaestina Secunda بیزانسی به جای اورشلیم، جایی که هیچ یهودی در آن زمان زندگی نمی‌کرد، سرچشمه گرفته است. استفاده از اصطلاحات موازی به دوره geonim (قرن ۶ تا ۱۱ میلادی) در کنار اصطلاحات دیگری مانند "تلمود سرزمین اسرائیل"، "تلمود غرب" و "تلمود سرزمین‌های عربی " مربوط می‌شود. "

## خاستگاه و بافت تاریخی
تلمود اورشلیم احتمالاً در طبریه در مدرسه یوهانان بار نپاها به عنوان مجموعه‌ای از آموزه‌های مکاتب طبریه، قیصریه، و سفوریس سرچشمه گرفته است. این زبان عمدتاً به آرامی فلسطینی یهودی نوشته شده است، یک زبان آرامی عربی که با همتای بابلی خود متفاوت است.
این تلمود خلاصه ای از تجزیه و تحلیل میشنا است که برای نزدیک به۲۰۰ سال توسط آکادمی‌های تلمودی در سوریه Palaestina (عمدتاً آکادمی‌های طبریه و قیصریه) ایجاد شده است. به دلیل موقعیت مکانی آنها، حکیمان این آکادمی‌ها توجه قابل توجهی را به تجزیه و تحلیل قوانین کشاورزی سرزمین اسرائیل اختصاص که بهش دادند.

## نسخه‌های خطی
تلمود لیدن اورشلیم (Or.۴۷۲۰) امروزه تنها نسخه خطی کامل موجود از تلمود اورشلیم است که در کتابخانه‌های دانشگاه لیدن موجود است. این در سال۱۲۸۹ توسط Jehiel be Jekuthiel Anav کپی شد و عناصری از بازخوانی بعدی را نشان می‌دهد. اضافاتی که در لغات کتاب مقدس نسخه خطی لیدن اضافه شده است، در قطعات باقی مانده از همان رساله‌های تلمودی موجود در یمن، اضافاتی که اکنون در هر نسخه چاپی تلمود اورشلیم گنجانده شده است، دیده نمی‌شود. این قطعات یمنی، نتیجه انزوای جامعه یمن، به عنوان منبع منبع مهم هستند (همان‌طور که در زیر نشان داده می‌شود).
نسخه خطی لیدن از این جهت حائز اهمیت است که برخی از انواع پیشین خوانش‌های متنی را حفظ می‌کند، مانند تراکتات بساخیم۱۰: ۳ (۷۰a)، که کلمه قدیمی عبری را برای charoset (طعم شیرینی که در عید پسح خورده می‌شود) پایین آورده است. دوکه (عبری: דוכה‎ و به جای rūbeh/rabah (عبری: רובה‎) با بازی با کلمات می‌گفت: «افراد اهل بیت ایسه به نام ایسی می‌گفتند: چرا به آن دوکه می‌گویند؟ به این دلیل است که [مواد ادویه دار] را با او می‌کوبید». کلمه عبری برای «پوند» داخ (דך) که املای رباح را رد می‌کند (רבה) همان‌طور که در نسخه‌های چاپی یافت می‌شود. یهودیان یمن هنوز آن را دوکه می‌نامند. 
کتابخانه‌های دانشگاه لیدن هر دو جلد نسخه خطی را دیجیتالی کرده و در مجموعه‌های دیجیتالی خود در دسترس قرار داده است که بتوانند یاد بگیرن.
از جمله نسخه‌های خطی عبری که در کتابخانه واتیکان نگهداری می‌شود، نسخه‌ای از اواخر قرن سیزدهم - اوایل قرن چهاردهم از رساله سوتا و زرایم کامل برای تلمود اورشلیم (: Berakhot , Peah , Demai , Kilayim , Sheviit تروموت، مازروت، ماسر شنی، الله و اورله (بدون میشنا برای تراکتات، به جز میشنا تا باب دوم براخوت). ال. گینزبرگ خوانش‌های متفاوتی از این دست نوشته را در صفحات ۳۴۷–۳۷۲ در پایان بخش‌هایی از یروشالمی (نیویورک ۱۹۰۹) چاپ کرد. سائول لیبرمن در پایان مقاله خود، Al ha-Yerushalmi (عبری)، اورشلیم۱۹۲۹، انواع مختلفی را چاپ کرد. هر دو ویراستار خاطرنشان کردند که این نسخه خطی مملو از اشتباهات فاحش است اما برخی از قرائت‌های ارزشمند را نیز در خود حفظ کرده است.

## دوستیابی

### برآوردهای پیشامدرن
به‌طور سنتی، تصور می‌شد که تصحیح این تلمود در حدود سال ۴۲۵، زمانی که تئودوسیوس دوم ناسی سنهدرین را سرکوب کرد و به عمل نیم‌خواه (تصویب رسمی علمی) پایان داد، به پایان رسید. تصحیح تلمود اورشلیم برای تدوین قوانین سنهدرین انجام شد، همان‌طور که ویرایش میشنا به‌طور مشابه در زمان یهودا ها-ناسی انجام شده بود. تصور می‌شد که گردآورندگان تلمود اورشلیم برای جمع‌آوری احکام سنهدرین تلاش می‌کردند و وقت کافی برای تولید اثری با کیفیتی که مد نظر داشتند نداشتند و این دلیلی است که گمارا در مورد کل میشنا اظهار نظر نمی‌کنند. که بخش‌های خاصی از بین رفته است.

### برآوردهای مدرن
دیدگاه‌های کنونی دربارهٔ تاریخگذاری بسته شدن متن تلمود فلسطینی بر درک فعالیت‌های علم خاخام و تولیدات ادبی، شناسایی نقاط داده تاریخی قابل داده‌ای که در متن ذکر شده است، و تکیه و استناد آن توسط سایر داده‌ها (یا تقریباً قابل داده‌ها) متکی است) متون به‌طور کلی، قدمت تلمود فلسطینی از نیمه دوم قرن چهارم تا نیمه اول قرن پنجم است.
کریستین هیز استدلال کرده است که فقدان شواهدی برای فعالیت Amoraim در سوریه Palaestina پس از ۳۷۰حاکی از آن است که متن در حدود ۳۷۰بسته شده است با این حال، ارجاع به وقایع تاریخی از اطراف یا حتی اندکی پس از ۳۷۰ممکن است اولین تاریخ ممکن را به اواخر قرن چهارم برساند. برای مثال، ژنرال رومی اورسیسینوس، که بین سال‌های ۳۵۱و ۳۵۹ نقشی عمومی داشت، چندین بار در زمینه‌ای افسانه‌ای ذکر شده است که نشان می‌دهد این ارجاعات تا حدودی دیرتر از کار عمومی او هستند. همچنین اشاره ای به لشکرکشی ایرانیان امپراتور روم جولیان در سال ۳۶۳نیز وجود دارد. اگرچه واضح نیست، اما اطمینان وجود دارد که مقام رومی «پروکلوس» به نام تلمود فلسطینی با یک مقام رومی به نام پروکلوس مطابقت دارد که در حدود سال ۳۸۰فرماندار فلسطین شد و در نهایت به سمت preefectus urbi Constantinopolis (بخشدار قسطنطنیه) صعود کرد. قسطنطنیه) که او بین سالهای ۳۸۸–۳۹۲ در دست داشت. آخرین نسل خاخام‌ها که نظرات آنها در متن آمده است متعلق به نیمه دوم قرن چهارم است. زمان ویرایش و گردآوری این نظرات احتمالاً در نسل شاگردان آنها رخ داده است، و دوباره به تاریخ متن در اواخر قرن چهارم یا اوایل قرن پنجم منجر شده است.
تاریخ گذاری تلمود فلسطینی به‌طور قطع مقدم بر تاریخ تلمود بابلی است که به شدت بر آن تکیه دارد. تلمود بابلی در زمانی بین اواسط قرن ششم تا اوایل قرن هفتم، اما قبل از شروع فتوحات اعراب سروده شد. این یک مرز مطلق بالا را در مورد اینکه تلمود فلسطینی چه زمانی می‌توانست تدوین شود، ارائه می‌کند. برای پایین آوردن بیشتر مرز فوقانی، برخی از خطوط (Demai 2:1; Shevi'it ۶:۱) از تلمود فلسطینی نیز در کتیبه Tel Rehov که به قرن ششم یا هفتم بازمی‌گردد، موجود است.

## مطالب و صفحه بندی
در نسخه اولیه ونیز، تلمود اورشلیم در چهار جلد، مطابق با سداریم جداگانه میشنا منتشر شد. شماره صفحات بر حسب حجم به شرح زیر است:

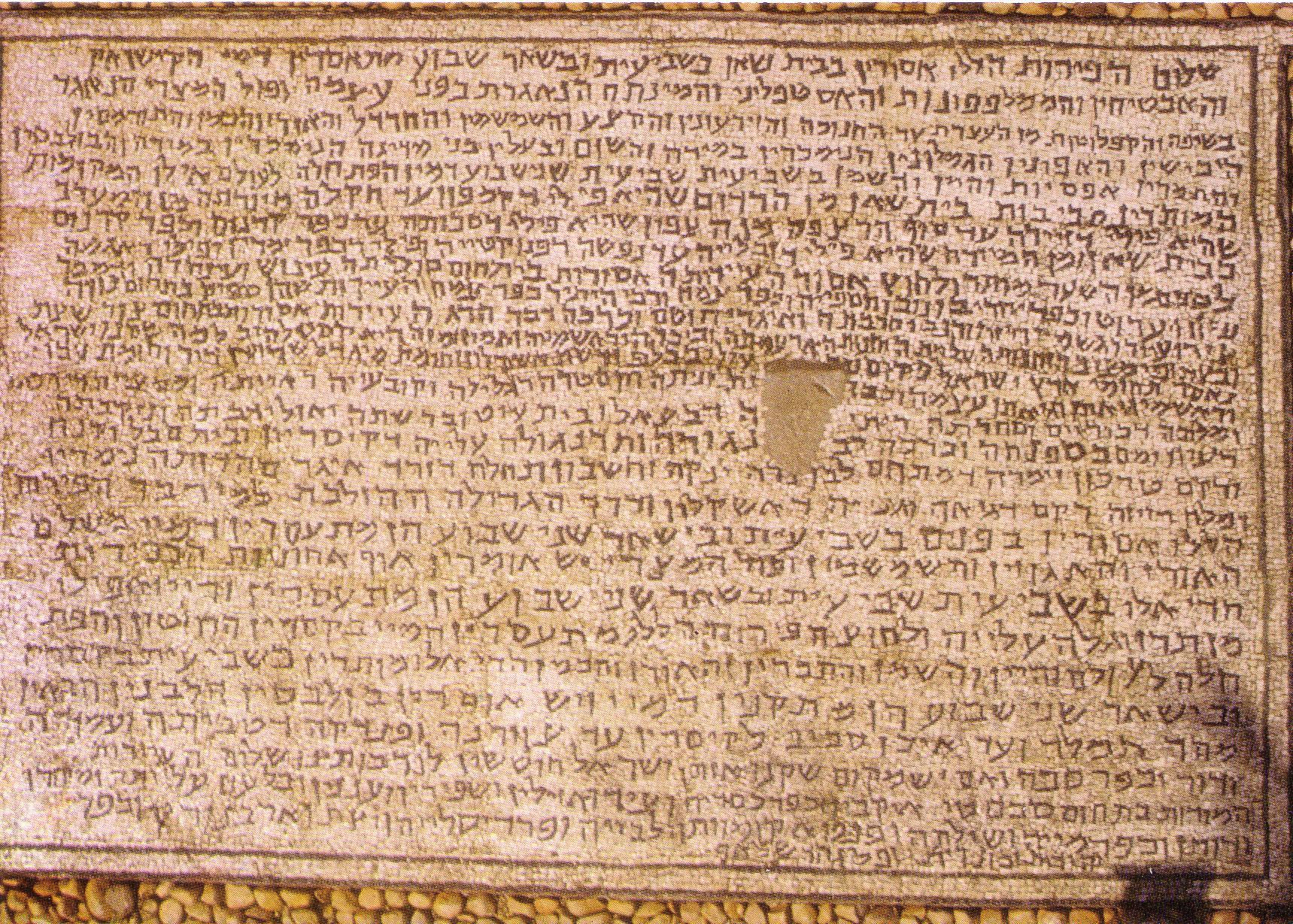
موزاییک رهوب (قرن سوم تا ششم پس از میلاد)، به نقل از یک برائتا که در تلمود اورشلیم نیز آمده است (شویت ۶:۱)

زرایم: براخوت (۲a–14d); Peah (15a–۲۱b); Demai (21c–۲۶c)؛ کیلایم (۲۶d–32d); Sheviit (33a–۳۹d)؛ تروموت (۴۰a–48b)؛ Maasrot (48c–۵۲a); Maaser Sheni (52b–۵۸d); هاله (۵۷a–60b)؛ اورلا (۶۰c–63b)؛ Bikkurim (63c–۶۵d).
Moed: Shabbat (2a–۱۸a); ارووین (۱۸a–26d)؛ پساکیم (۲۷a–37d)؛ یوما (۳۸a–45c)؛ شکالیم (۴۵c–51b); سکه (۵۱c-55d)؛ روش‌ها شانه (۵۶a–59d)؛ بح (۵۹d–63b)، طعانیت (۶۳c–69c)؛ Megillah (69d–۷۵d); حقیگاه (۷۵d–79d); موئد حطان (۸۰a-83d).
نشیم: یباموت (۲a–15a); سوتا (۱۵a–24c)؛ Ketuvot (24c–۳۶b)؛ نداریم (۳۶c–42d); گیتین (۴۳a-50d)؛ نذیر (۵۱a–58a); کیدوشین (۵۸a–66d).
نزیکین (و توهوروت): باوا کمما (۲a–7c); باوا متزیا (۷c–12c); باوا باترا (۱۲d-17d); سنهدرین (۱۷d-30c)؛ مکوت (۳۰d–32b)؛ Shevuot (32c–۳۸d)؛ آوودا زراح (۳۹a–45b)؛ هورایوت (۴۵c-48c)؛ ندا (۴۸d-51b).
هر صفحه به صورت برگه چاپ شده است، بنابراین شامل چهار صفحه فرعی است (یعنی۷a, 7b، ۷c, 7d)، برخلاف تلمود بابلی که فقط دو صفحه فرعی دارد (۷a, 7b).
علاوه بر این، هر فصل از تلمود اورشلیم (به موازات یک فصل از میشنا) به «هالاچوت» تقسیم می‌شود. هر «هالاچا» شرح یک قطعه کوتاه از میشنا است. قطعات تلمود اورشلیم معمولاً با ترکیبی از فصل و هالاچا (یعنی یروشالمی سوتا ۱: ۱)، توسط یک صفحه در نسخه ونیز (یعنی یروشالمی سوتا a۱۵) یا هر دو (یروشالمی سوتا ۱: ۱) ارجاع می‌شود. .

## بخش‌های از دست رفته
علاوه بر سداریم توهوروت (به جز بخشی از ندا) و کوداشیم، چندین تراکت و بخش‌هایی از تراکت‌ها از تلمود اورشلیم مفقود شده است. چهار باب آخر شبات و آخرین باب مکوت مفقود است. ندا پس از سطرهای اول فصل ۴ به‌طور ناگهانی به پایان می‌رسد تراکتات آووت و ادویوت در تلمودهای اورشلیم و بابلی وجود ندارد. تراکتات شکالیم از تلمود اورشلیم در چاپ‌های اورشلیم و تلمود بابلی چاپ شده است.

## معابر گم شده
گهگاه، ریشونیم قسمت‌هایی از «یروشالمی» را نقل می‌کند که در نسخه‌های باقی مانده از تلمود اورشلیم یافت نمی‌شود. توضیحات پیشنهادی برای این امر شامل موارد زیر است:
- تلمود فعلی اورشلیم توسط کاتبانی که آن را کپی کرده‌اند از نسخه اصلی آن کوتاه شده است. از سرزمین اسرائیل بود، و لزوماً اشاره ای به تلم
- برای این ریشونیم، «یروشالمی» یک اصطلاح جمعی بود که شامل هر اثر میدراشود اورشلیم نیست.[۱۵]
- متن جداگانه‌ای، خلاصه‌ای از تلمود اورشلیم، در مرحله‌ای نوشته شد و ریشونیم این اثر را به جای تلمود اورشلیم نقل می‌کند.

## مقایسه با تلمود بابلی

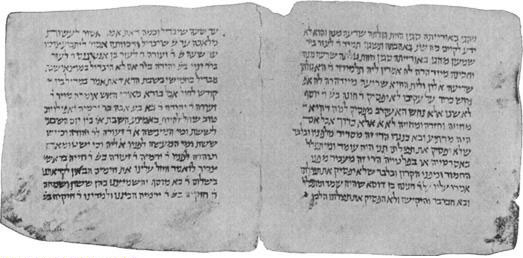
صفحه ای از نسخه خطی تلمود اورشلیم قرون وسطایی، از Geniza قاهره.

بین دو تألیف تلمود تفاوت‌های چشمگیری وجود دارد. زبان تلمود اورشلیم، آرامی یهودی، یک گویشآرامی در عربی است که با زبان بابلی متفاوت است
تلمود اورشلیم اغلب تکه‌تکه است و خواندن آن دشوار است، حتی برای تلمودیست‌های با تجربه. از سوی دیگر، ویرایش تلمود بابلی دقیق تر و دقیق تر است. توضیح سنتی برای این تفاوت این ایده بود که ویرایشگران تلمود اورشلیم باید کار خود را به‌طور ناگهانی به پایان می‌رساندند. توضیح محتمل‌تر این واقعیت است که تلمود بابلی حداقل برای ۲۰۰سال دیگر ویرایش نشده است، که در آن یک چارچوب گفتمانی گسترده ایجاد شده است. در دیدگاهی بدیع، بخش‌های گفتمانی طولانی‌تر در تلمود بابلی را به عنوان لایه ویرایش «استامایی» توصیف می‌کند و معتقد است که دیرتر از بقیه اضافه شده است: اگر بخواهیم بخش‌های «استامائیتی» را حذف کنیم، بخش‌های باقی مانده را حذف کنیم. متن کاملاً شبیه به تلمود اورشلیم است.
این دو تألیف در بررسی میشنا بر اساس سنت ربانی مشابه هستند، اما تفاوت‌های زیادی در جزئیات در تفاسیر آنها وجود دارد. چنین تفاوت‌هایی در آثار مدرن امری بیماراوا و دارخی هاتالمودیم فهرست شده و به‌طور عمیق مورد بررسی قرار گرفته است.
نه اورشلیم و نه تلمود بابلی کل میشنا را پوشش نمی‌دهند: برای مثال، جمارای بابلی فقط برای۳۷ مورد از ۶۳ رساله میشنا وجود دارد. به‌طور خاص:
- تلمود اورشلیم تمام رساله‌های زرایم را پوشش می‌دهد، در حالی که تلمود بابلی فقط رساله براخوت را پوشش می‌دهد. دلیل ممکن است این باشد که بیشتر قوانین مربوط به Orders Zeraim (قوانین کشاورزی محدود به سرزمین اسرائیل) در بابل ارتباط عملی کمی داشتند و بنابراین شامل نمی‌شدند. تلمود اورشلیم تمرکز بیشتری بر سرزمین اسرائیل و قوانین کشاورزی تورات مربوط به این سرزمین دارد، زیرا در سرزمین اسرائیل نوشته شده است که در آن قوانین اعمال می‌شود.
- تلمود اورشلیم دستور میشنائیک کداشیم را که به آیین‌های قربانی و قوانین مربوط به معبد می‌پردازد را پوشش نمی‌دهد، در حالی که تلمود بابلی آن را پوشش می‌دهد. دلیل این امر مشخص نیست، زیرا قوانین به‌طور مستقیم در هیچ کشوری پس از تخریب معبد در سال ۷۰ پس از میلاد قابل اجرا نبودند.
- در هر دو تلمود، تنها یک رساله (نیده) از راسته توهوروت مورد بررسی قرار گرفته است، زیرا رساله‌های دیگر منحصراً به قوانین پاکی آیینی مربوط به معبد می‌پردازند.

تلمود بابلی عقاید خاخام‌های اسرائیل و همچنین بابلی‌ها را ثبت می‌کند، در حالی که تلمود اورشلیم به ندرت از خاخام‌های بابلی استناد می‌کند. نسخه بابلی حاوی نظرات نسل‌های بیشتری به دلیل تاریخ تکمیل آن است. به هر دو دلیل، به عنوان مجموعه ای جامع تر از نظرات موجود در نظر گرفته می‌شود. از سوی دیگر، به دلیل قرن‌ها ویرایش بین ترکیب اورشلیم و تلمود بابلی، ممکن است نظرات آمورایم‌های اولیه به شکل اصلی خود در تلمود اورشلیم نزدیک‌تر باشد.

## نفوذ
تلمود اورشلیم، و دیگر منابع کلاسیک خاخام از سرزمین اسرائیل، برای قرن‌های متمادی بر رویه یهودیان در آنجا و در سرزمین‌های غربی‌تر تأثیر گذاشت و حتی اساس بسیاری از آداب و رسوم اشکناز اولیه را تشکیل داد. این تأثیر در آثار پیرقوی بن بابوی (قرن ۸–۹) و شریرا گائون (قرن ۱۰) به اثبات رسیده است. برخی از سنت‌های مرتبط با تلمود اورشلیم تا به امروز حفظ شده است، به عنوان مثال در مراسم عبادت یهودیان ایتالیایی و رومانیوت‌ها.
با این حال، با گذشت زمان، تلمود بابلی به عنوان اثر متعارف سنت خاخام در سراسر جهان یهودی شناخته شد. به این ترتیب، تلمود بابلی به‌طور سنتی به‌طور گسترده‌تری مورد مطالعه قرار گرفته است و تأثیر بیشتری بر سنت هلاکی نسبت به تلمود اورشلیم داشته است. پیش از این در قرن یازدهم، آثار بزرگ راشی و اسحاق الفاسی بر اساس تلمود بابلی بود، نه تلمود اورشلیم. تغییر به اقتدار بابلی عمدتاً به این دلیل اتفاق افتاد که نفوذ و اعتبار جامعه یهودی اسرائیل در مقایسه با جامعه بابلی در سال‌های پس از ویرایش تلمود و تا عصر گائونی به‌طور پیوسته کاهش یافت. علاوه بر این، ویرایش تلمود بابلی نسبت به نسخه اورشلیم برتری داشت و آن را در دسترس تر و قابل استفاده تر می‌کرد. های بن شریرا در مورد برتری تلمود بابلی نوشت:
با این وجود، تلمود اورشلیم همچنان به عنوان یک اثر ثانویه مفید برای توضیح هلاخا، جایگاه خاصی داشت. های بن شریرا در مورد اهمیت مداوم تلمود اورشلیم برای درک موضوعات محرمانه نوشت:
هر آنچه در تلمود اورشلیم یافتیم و چیزی که در تلمود خودمان (یعنی تلمود بابلی) با آن در تضاد باشد وجود ندارد یا توضیح خوبی برای موضوعات گفتمانی آن ارائه می‌کند، می‌توانیم به آن چنگ بزنیم و بر آن تکیه کنیم. نباید آن را فروتر از تفاسیر ریشونیم (یعنی شارحان اولیه تورات) دانست.
داوری مشابهی توسط ریتوا انجام شد: «ما همیشه بر تلمود آنها (یعنی تلمود اورشلیم) تکیه می‌کنیم و تلمود خود (بابلی) را بر اساس سخنان آنها (علمای یروشالمی) تفسیر و تدوین می‌کنیم.»
همچنین منبع مهمی در مطالعه تلمود بابلی توسط مکتب قیروان چنل بن چوشیل و نسیم بن یعقوب بود که در نهایت نظرات مبتنی بر تلمود اورشلیم به توصافوت و میشنه تورات میمونید راه یافت. .
پس از تشکیل دولت مدرن اسرائیل، علاقه ای به احیای سنت‌های اورشلیم تلمود وجود داشت. به عنوان مثال، دیوید بارهایم از مؤسسه ماچون شیلو سندی را منتشر کرده است که منعکس کننده اعمال موجود در تلمود اورشلیم و سایر منابع است. علاوه بر این، از منظر تاریخی، تلمود اورشلیم منبعی ضروری از دانش در مورد توسعه قانون یهود در سرزمین مقدس است.

## مفسران
هیچ‌یک از ریشونیم‌ها تفسیر جامعی دربارهٔ تلمود اورشلیم وجود ندارد، اما توضیحات بسیاری از بخش‌های فردی را می‌توان در ادبیات ریشونیم یافت. مهم‌تر از همه، خاخام سامسون بن آبراهام سنس (حدود ۱۱۵۰ - حدود ۱۲۳۰)معروف به راش، بخش‌های زیادی از تلمود اورشلیم را در تفسیر خود بر میشنا سدر زرایم گزیده و توضیح می‌دهد. با این حال، کار او بر میشنا متمرکز است و تفسیری جامع بر کل تلمود اورشلیم نیست.
یهودا بن یاکار (متوفی حدود د تفسیری بر بسیاری از تلمود اورشلیم نوشت که توسط دیگر ریشونیم نقل شده بود اما اکنون گم شده است.
Kaftor VaFerach، اثر خاخام ایشتوری هاپارچی (۱۲۸۰–۱۳۵۵)، شاگرد خاخام آشر بن جیهیل، روش، یکی از معدود ساخته‌های باقی مانده از ریشونیم دربارهٔ تمام سدر زرایم است. با این حال این یک اثر هلاکی است و فی نفسه تفسیری بر تلمود اورشلیم نیست.
تنها تفسیرهای باقیمانده از ریشونیم در مورد تلمود اورشلیم، تفسیرهای تراکتات شکالیم مناخیم میری، مشولام بن داوود و شموئل بن شنیور است. هر سه این تفاسیر در نسخه معتزل میعیش رساله اورشلیم تلمود شکالیم تجدید چاپ شده است.
با این حال، بسیاری از آخارونیم‌ها بر روی تمام یا بخش‌های عمده تلمود اورشلیم تفسیر نوشتند، و مانند تلمود بابلی، بسیاری نیز بر روی رساله‌های تلمود اورشلیم نوشتند.
یکی از اولین کسانی از آخارونیم که شرحی بر تلمود اورشلیم نوشت، سلیمان سیریلیو (۱۴۸۵–۱۵۵۴) بود که به راش سیریلیو نیز معروف بود، که تفاسیر او فقط Seder Zeraim و رساله Shekalim Seder Moed را پوشش می‌دهد. تفسیر سیریلیو تا زمانی که برای اولین بار در سال ۱۸۷۵ چاپ شد به صورت دستنویس باقی ماند در نسخه ویلنا تلمود اورشلیم، راش سیریلیو فقط برای رساله‌های براخوت و پیه ظاهر می‌شود، اما تفسیر کل سدر زرایم در نسخه‌های موتزل میعیش و اوز وهادار آمده است. سیریلیو علاوه بر تفسیر خود، برای حذف اشتباهات نسخه نویسان نسخه‌های خطی که به مرور زمان در متن تلمود اورشلیم رخنه کرده بود، تلاش کرد و متن اصلاح شده او از جمارا در کنار تفسیر او در نسخه‌های ویلنا و موتزل میعیش بازتولید شده است.
یکی دیگر از تفسیرهای قرن شانزدهم دربارهٔ یروشالمی، تفسیر خاخام الازار بن موشه آزیکری بر تراکتات براخوت و بتزاه است.
نسخه‌های چاپی مدرن امروزی تقریباً همگی حاوی تفسیرهایی هستند، Korbanha-Eida، نوشته دیوید بن نفتالی فرنکل (حدود ۱۷۰۴–۱۷۶۲) از برلین به دستور موید، نشیم و بخش‌هایی از Nezikin، و Pnei Moshe، اثر موسی مارگولیس (حدود حدود ۱۷۰۴–۱۷۶۲) از برلین. .۱۷۱۰؟ –۱۷۸۱) آمستردام در کل تلمود. نسخه ویلنا همچنین شامل ریدواز خاخام یااکوف دووید ویلوفسکی در بیشتر تلمود است. هدف هر سه این تفاسیر، تبیین معنای ساده تلمود شبیه به تفسیر راشی بر باولی است و مؤلفان هر کدام شرح دیگری نوشته‌اند- به ترتیب شیاری ها-کربان، مرعی ها-پنیم و توسفت رید-. که قرار است سبکی مشابه توصافوت باشد.
خاخام Chaim Kanievsky تفسیری را در مورد رساله‌های Berakhot از طریق Nedarim (تقریباً ۷۰٪ تلمود اورشلیم) منتشر کرد که بسیاری آن را واضح‌ترین تفسیر می‌دانند. بیشتر آن در نسخه اوز وهادار یروشالمی تجدید چاپ شده است. خاخام یتزچوک ایزاک کراسیلشیکوف تفسیرهای Toledot Yitzchak و Tevuna را در مورد رساله‌های Berakhot از طریق روش هاشانه (تقریباً ۵۰٪ تلمود اورشلیم) نوشت که از روی نسخه خطی او توسط مؤسسه Mutzal Me-esh منتشر شد.
نسخه و شرح امروزی معروف به یا سیمچه در حال حاضر در آراد در دست تهیه است. نسخه دیگری که در حال آماده‌سازی است، شامل نقل و یادداشت‌های توضیحی به زبان عبری مدرن، یدید نفش است. تلمود اورشلیم همچنین مورد توجه آدین اشتاینسالتز قرار گرفته است، که قبل از مرگش ترجمه ای به عبری مدرن و توضیحی همراه با آن را شبیه به کار خود در مورد تلمود بابلی برنامه‌ریزی کرد. تاکنون فقط تراکتات پیه و شکالیم ظاهر شده‌اند.

## ترجمه به انگلیسی
- جلد اول، Berakhoth، در سال ۱۸۸۶ توسط دکتر موسی شواب، تحت عنوان «تلمود اورشلیم» به انگلیسی ترجمه شد. نویسنده ترجمه قبلی به فرانسوی دارد که جلدهای بسیار بیشتری را در بر می‌گیرد.
- تلمود سرزمین اسرائیل: ترجمه و توضیح مقدماتی یاکوب نوسنر، تزوی زهاوی، دیگران. انتشارات دانشگاه شیکاگو این ترجمه از یک ارائه تحلیلی شکلی استفاده می‌کند که شناسایی و پیگیری واحدهای منطقی گفتمان را آسان‌تر می‌کند. مرشد نوزنر، سائول لیبرمن، که در آن زمان برجسته‌ترین محقق تلمودی زنده بود، اندکی قبل از مرگش یک جلد را خواند و نقدی نوشت که پس از مرگش منتشر شد و در آن ده‌ها اشتباه بزرگ ترجمه را در فصل اول آن جلد به تنهایی توصیف کرد و همچنین نشان داد که نویزنر همان‌طور که ادعا شد از شواهد دستنویس استفاده نکرده بود. او «از ناآگاهی نوزنر از عبری خاخام، دستور زبان آرامی و مهمتر از همه موضوعی که او به آن می‌پردازد حیرت زده شد» و به این نتیجه رسید که «محل مناسب برای [ترجمه نوسنر] سطل زباله است».[۲۷] این بررسی برای حرفهٔ نوسنر ویرانگر بود.[۲۸] در جلسه انجمن ادبیات کتاب مقدس چند ماه بعد، در طی یک جلسه عمومی که برای تجلیل از دستاوردهای نوزنر طراحی شده بود، مورتون اسمیت (همچنین مربی نوزنر) به سخنرانی رفت و اعلام کرد که «اکنون وظیفه خود می‌بینم که هشدار دهم.» که ترجمه «نمی توان با خیال راحت استفاده کرد و بهتر است اصلا استفاده نشود». او همچنین ترجمه نوزنر را «یک بدبختی جدی برای مطالعات یهودی» نامید. پس از ایراد این سخنرانی، اسمیت با پرینت‌هایی از نقد لیبرمن در راهروهای سالن رقص بالا و پایین رفت و به هر شرکت کننده یکی داد.[۲۹][۳۰]
- نسخه Schottenstein از Yerushalmi Talmud Mesorah/ArtScroll. این ترجمه کامل (به عبری و انگلیسی) همتای نسخه Schottenstein از Mesorah/ArtScroll از تلمود بابلی است. مجموعه ۵۱ جلدی که در سال ۲۰۲۲تکمیل شد، اولین و تنها ترجمه انگلیسی غیر آکادمیک ارتدکس تلمود اورشلیم است.
- اورشلیم تلمود ویرایش. هاینریش گوگنهایمر، والتر دو گرویتر. این نسخه که نسخه کاملی برای کل تلمود اورشلیم است، ترجمه ای علمی است که بر اساس نسخه‌های اصلی و نسخه‌های خطی موجود است. متن کاملاً آوازی است و با تفسیر گسترده دنبال می‌شود.
- تلمود مدرن روشن شده یرشالمی، ویرایش. جاشوا بوخ. از نسخه خطی لیدن به عنوان متن مبتنی بر آن استفاده می‌کند که بر اساس نسخه‌های خطی و قطعات Geniza تصحیح شده است. از بورس تحصیلی سنتی و مدرن استفاده می‌کند[۳۱]